# Шораев, Оспан
Оспа́н Шора́ев (15 мая 1907, аул № 9, Чимкентский уезд, Сырдарьинская область, Туркестанский край, Российская империя — 18 августа 1979, село Маякум, Шаульдерский район, Южно-Казахстанская область, Казахская ССР) — председатель колхоза «Овцевод» Шаульдерского района Южно-Казахстанской области, Казахская ССР. В 1949 году удостоен звания Героя Социалистического Труда, которого был лишён в 1953 году в связи с осуждением.

## Биография
Родился в 1907 году в крестьянской семье в ауле № 9 Чимкентского уезда. Происходит из подрода мангытай рода котенши племени конырат. С раннего возраста трудился в сельском хозяйстве. Во время коллективизации вступил в колхоз «Талапты». С 1929 года — бригадир полеводческой бригады в этом же колхозе. В 1938 году окончил сельскохозяйственный техникум в Кзыл-Орде. В 1942 году избран председателем колхоза «Овцевод» Шаульдерского района. За выдающиеся трудовые показатели был награждён в послевоенное время орденами «Знак Почёта» (1945) и Трудового Красного Знамени (1948).
На начало 1948 года колхоз содержал 1200 каракульских овцематок. По итогам работы сдал государству 86 % смушек первого сорта и вырастил к отбивке в среднем по 105 ягнят от каждой сотни овцематок. Указом Президиума Верховного Совета СССР от 12 июля 1949 года удостоен звания Героя Социалистического Труда за «получение высокой продуктивности животноводства в 1948 году при выполнении колхозами обязательных поставок сельскохозяйственных продуктов и плана развития животноводства по всем видам скота» с вручением ордена Ленина и золотой медали «Серп и Молот» (№ 4196).
Этим же указом званием Героя Социалистического Труда были награждены труженики колхоза «Овцевод» заведующие овцеводческими фермами Мнайдар Карамолдаев, Мусабай Кулумбетов, чабаны Тулеген Байтанов, Кайкибай Куатбеков, Нускабай Кулумбетов и Кожамурат Нарымбетов.
В последующем во время государственной проверки было выяснено, что председатель колхоза и заведующий овцеводческой фермой Мусабай Кулумбетов занимались хищениями, в результате которых колхозу был нанесён ущерб в размере 207261 рублей. 31 января 1951 года Судебная коллегия по уголовным делам Верховного Совета Казахской ССР осудила Оспана Шораева и Мусабая Кулумбетова и приговорила их к лишению свободы на 10 лет.
Указом Президиума Верховного Совета СССР от 23 ноября 1953 года лишён звания Героя Социалистического Труда и всех государственных наград.
После досрочного освобождения проживал в селе Маякум Шаульдерского района. Умер в августе 1979 года.
Память
Его именем названа улица в селе Маякум Отырарского района.
Награды (лишён всех наград)
- Герой Социалистического Труда
- Орден Ленина
- Орден «Знак Почёта» (12.11.1945)
- Орден Трудового Красного Знамени (02.09.1948)